# Anoushka (cantante egipcia)
Vartanoush Garbis Selim (en árabe: ڤرتانوش جاربيس سليم‎; nacida el 9 de marzo de 1960), conocida por su nombre artístico Anoushka (en árabe: أنوشكا‎), es una cantante y actriz egipcia.

## Primeros años
Nació en Heliópolis, en la ciudad de El Cairo (Egipto), de padre armenio-egipcio y madre armenia. Estudió la educación secundaria en la Escuela Armenia Gulbenkian, en el barrio de Boulaq de El Cairo y continuó estudiando Administración de Empresas en la Universidad Americana de El Cairo . Después de graduarse, trabajó en una empresa de inversión extranjera y más tarde en la empresa de publicidad Tarek Nour como cantante en anuncios.
Participó en un concurso internacional de canciones, organizado por la Federación Internacional de Organizaciones de Festivales (FIDOF), cantando una canción original en francés, con letra de Gamal Abdel Halim Hasan y música de Kamel Cherif. Su primera canción pública egipcia fue en un programa de televisión para niños que enseñaba árabe, dirigido por Fehmi Abdel Hamid. Después participó en 1987 y 1988 en festivales internacionales en Finlandia, Checoslovaquia, Bulgaria, Turquía, Francia y países de América Latina. En Turquía ganó el primer premio con "Habbytak" y en los concursos de la Francofonía en Francia con su propia composición "Ya Habibi" (oh mi amor) y "Ya Leyl" (oh noche), ambas canciones en francés, compuesta por Midhat el Khawla. .
Luego lanzó muchos álbumes en árabe, convirtiéndose en un "éxito panárabe", y fue premiada por el ministro de Turismo de Egipto por sus esfuerzos en la promoción de la música egipcia en el mundo árabe y el resto del mundo. También participó en muchos eventos musicales nacionales, panárabes e internacionales.
Tuvo el papel principal en una opereta titulada El Ward we Fosoulu (en árabe: الورد وفصوله) en las festividades del Día del Niño.

## Discografía
- "Habbaytak" (árabe: حبيتك)
- "Nadani" (árabe: ناداني)
- "Tigi Tghanni" (árabe: تيجي تغنّي)
- "Abayyan Zayn" (árabe: أبيّن زين)
- "Keddab" (árabe: كدّاب)

## Filmografía
Anoushka también ha interpretado papeles en muchas películas egipcias, como:
- Es Sayyed Kaf (árabe: السيد كاف), dirigida por el director egipcio Salah Abu Seif
- Man Atlaqa Haazihi el Rousasa? (árabe:من أطلق هذه الرصاصة)
- Hebta (árabe: هبتا)

## Televisión
Ha interpretado papeles en muchas series de televisión egipcias, incluidas:
- Al Tawoos (árabe: الطاووس)
- El Marsa wa El Bahar (árabe: المرسى و البحار)
- Kanoun Al Maraghi (árabe: قانون المراغي)
- Ferquet Nagui Atallah (árabe: فرقة ناجي عطالله)
- El Sayeda El Oula (árabe: السيدة الاولى)
- Saraya Abdeen (árabe: سرايا عابدين)
- Mamlakat Youssef Al Maghraby (árabe:مملكة يوسف المغربي)
- Grand Hotel (árabe: جراند اوتيل)
- Sokut Horr (árabe: سقوط حر)
- Halawat El Donia (árabe: حلاوة الدنيا)